# Jacinto-Luis Guereña
Jacinto-Luis Guereña, né le 28 août 1916 à Buenos Aires et mort le 11 février 2007 à Madrid, est un poète et critique littéraire espagnol.

## Citation
« Vivre coûte beaucoup, mourir également. Faire front exige de la dignité ».

## Œuvres
- Anthologie bilingue de la poésie espagnole contemporaine, Marabout, 1969, 409 p.
- Bernanos, Madrid, 1974, 201 p. (ISBN 84-7067-216-9)